# Kanako Otsuji
Kanako Otsuji (尾辻 かな子, Otsuji Kanako), née le 16 décembre 1974 à Nara (Japon), est une femme politique et militante LGBT japonaise. Conseillère entre mai et juillet 2013 puis représentante du Japon entre 2017 et 2021, elle est la première élue ouvertement lesbienne de la Diète. Elle est membre de l'assemblée préfectorale d'Osaka d'avril 2003 à avril 2007, une des sept femmes parmi les 110 membres de cette assemblée, représentant l'arrondissement de Sakai-ku dans la ville de Sakai.
En mai 2013, après qu'un membre de son parti a démissionné, elle devient la première élue lesbienne de la Diète, son mandat se terminant cependant au mois de juillet. Elle est élue lors des élections législatives de 2017 et devient la première élue ouvertement gay de la Chambre des représentants.

## Biographie
Otsuji est née dans la préfecture de Nara mais grandit à Hannan (Osaka). Alors qu'elle est écolière à Kobe, elle devient championne de karaté junior, et s'inscrit ensuite à l'Université de Séoul pour étudier le Coréen et le taekwondo. En 1999 lors d'un combat elle perd contre Yoriko Okamoto par KO technique. elle retourne au Japon et s'inscrit à l'université Dōshisha à Kyoto, et commence à s'intéresser à la politique.

### Carrière politique
Otsuji se présente aux élections en avril 2003 en tant qu'indépendante, et devient à 28 ans la plus jeune personne jamais élue à l'assemblée d'Osaka. Elle rejoint ensuite Arc-en-Ciel et Verts, une nouvelle formation politique japonaise qui a pour objectif de développer un modèle alternatif de société basé sur l'écologie, la participation politique et la décentralisation. Elle prend part à l'élection de 2007 de la Chambre des conseillers sur la liste du Parti démocrate du Japon dans la circonscription proportionnelle nationale mais n'est pas élue. Cependant en mai 2013, lorsque Kunihiko Muroi démissionne, elle reprend son mandat et devient la première personne LGBTIQ de la Diète. Elle ne prend pas part aux élections de 2013 et quitte son poste en juillet de la même année.
Otsuji retourne à la Diète en octobre 2017, cette fois-ci à la Chambre des représentants, qui est plus influente. En dépit du fait qu'elle termine troisième du district, elle obtient un pourcentage de voix suffisant (en) (sekihairitsu) pour venir siéger sur la liste du Parti démocrate constitutionnel (PDC) pour le bloc proportionnel du Kinki. Cette élection fait d'elle la première personne ouvertement LGBTIQ à être élue à la Chambre des représentants du Japon,,.
Elle s'engage en faveur du mariage homosexuel au Japon,,, avec Taiga Ishikawa et Hakubun Shimomura tout en exprimant l'avis qu'une réforme de la constitution japonaise ne serait pas nécessaire, le mariage entre personnes de même sexe n'étant selon elle pas interdit au Japon.